# Aprosmictus
Aprosmictus es un género de aves psitaciformes perteneciente a la familia Psittaculidae. Agrupa a dos especies de papagayos originarias de las selvas de Australasia.

## Especies
Según la clasificación del Congreso Ornitológico Internacional se incluyen dos especies, que en orden taxonómico son:
- Papagayo de Timor - Aprosmictus jonquillaceus (Vieillot, 1818)
- Papagayo alirrojo - Aprosmictus erythropterus (J.F.Gmelin, 1788)